# Фонвізін Денис Іванович
Дени́с Іва́нович Фонві́зін (3 (14) квітня 1745, Москва, Російська імперія — 1 (12) грудня 1792, Санкт-Петербург, Російська імперія) — російський літератор катерининської епохи, лінгвіст, творець російської побутової комедії; Статський радник. Секретар глави російської дипломатії М. І. Паніна. Старший брат сенатора П. І. Фонвізіна.

## Походження
Народився в сім'ї Івана Андрійовича Фонвізіна, образ якого пізніше втілив у своєму улюбленому герої Стародумі у творі «Недоук». 
Родоначальником Фонвізіних був німецький барон Пітер фон Візен, узятий у полон під час Лівонської війни (1558-1583), за царювання Івана Грозного. Після війни барон залишився у Росії вступив на російську службу. Його онук за царя Олексія Михайловича прийняв православ'я.
Прізвище Фон-Візен (нім. von Wiesen) або, з русифікованим закінченням Фон-Візін, писалося у XVIII столітті у два слова або через дефіс; цей правопис зберігалося до середини ХІХ століття. Напис «Фон-Візін» використав автор першої великої біографії Фонвізіна. Злите написання встановлено літературознавцем другої половини ХІХ століття М. З. Тихонравовым, хоча вже Пушкін знаходив це накреслення правильним як надає більш російський характер прізвища письменника, який був, за словами Пушкіна, «з переросійських російським».

## Біографія
Денис народився в Москві в багатій дворянській родині. Денис отримав чудову домашню освіту.
У 1755-1760 р.р. навчався в гімназії при Московському університеті, потім впродовж року — на філософському факультеті цього вишу. У числі десяти найкращих гімназистів Фонвізін разом з братом Павлом у 1760 році запросили до Петербурга.
У студентські роки почав друкуватися в московських журналах, у 1761 році зробив свій перший переклад «Басни нравоучительные» данського просвітника Людвіга Гольберга, у 1762 році розпочав переклад трагедії Вольтера «Альзіра».
У 1762 році став перекладачем Колегії закордонних справ у Петербурзі, друкує у журналах свої літературні переклади. У 1763-1769 рр. служив секретарем кабінет-міністра Івана Єлагіна.
Поступово поруч з перекладами починають з'являтись оригінальні твори Фонвізіна різко сатиричного змісту. Фонвізін зближується з колами молодих офіцерів-вільнодумців, під їхнім впливом створює сатиричний твір «Послание к слугам моим…» (1769 р.). У 1766-1769 роках працює над п'єсою «Бригадир». Ця п'єса ставиться у 1770 році і має величезний успіх. Фонвізін запрошується навіть до Петергофа для читання «Бригадира» для імператриці Катерини ІІ.
У 1769 році Фонвізін стає секретарем керівника Колегії закордонних справ Микити Паніна, вихователя великого князя Павла Петровича. Їх зближували спільні опозиційні погляди на правління Катерини ІІ.
У 1777-1778 рр. відвідує Францію та Німеччину, про що пізніше пише у «Записках первого путешественника», які зіграли дуже важливу роль у становленні російської прози.
В атмосфері реакції, яка відчувалася після придушення Пугачовського повстання, Фонвізін створив свій найвизначніший твір — комедію «Недоросток» (1782 р.). У цьому творі прямо вказується на необхідність реформування Росії в дусі Просвітництва та скасування кріпосного права.
У 1782 році, після відсторонення Паніна, подав у відставку, вирішивши повністю віддатися творчості. У 1783 році публікує ряд сатиричних творів: «Опыт российского сословника», «Челобитная российской Миневре от российских писателей», «Повествование мнимого глухого и немого». У цей час особливо посилюється боротьба Фонвізіна з Катериною II. За безпосереднім проханням Паніна Фонвізін створив твір «Рассуждение о истребившейся в России совсем всякой форме государственного правления и от того о зыблемом состоянии как империи, так и самых государей». У цьому документі міститься дуже гостра критика деспотичного режиму Катерини ІІ та її фаворитів; Фонвізін вимагає конституційних змін та прямо погрожує в іншому випадку революційним сценарієм.
У 1784 році відвідав Німеччину та Італію і анонімно видав французькою мовою твір «Жизнь графа Никиты Ивановича Панина».
Надалі Фонвізіну не дозволено було друкуватися; його п'ятитомне зібрання творів не було видане, а статті розповсюджувалися лише у списках. 
Останні роки життя письменник був тяжко хворий, але не полишив творчості: він розпочав автобіографічну повість «Чистосердечное признание в делах моих и помышлениях», але ця праця не була завершена. 1 (12) грудня 1792 року Фонвізін помер у Петербурзі. Похований у Олександро-Невській лаврі.

## Бібліографія

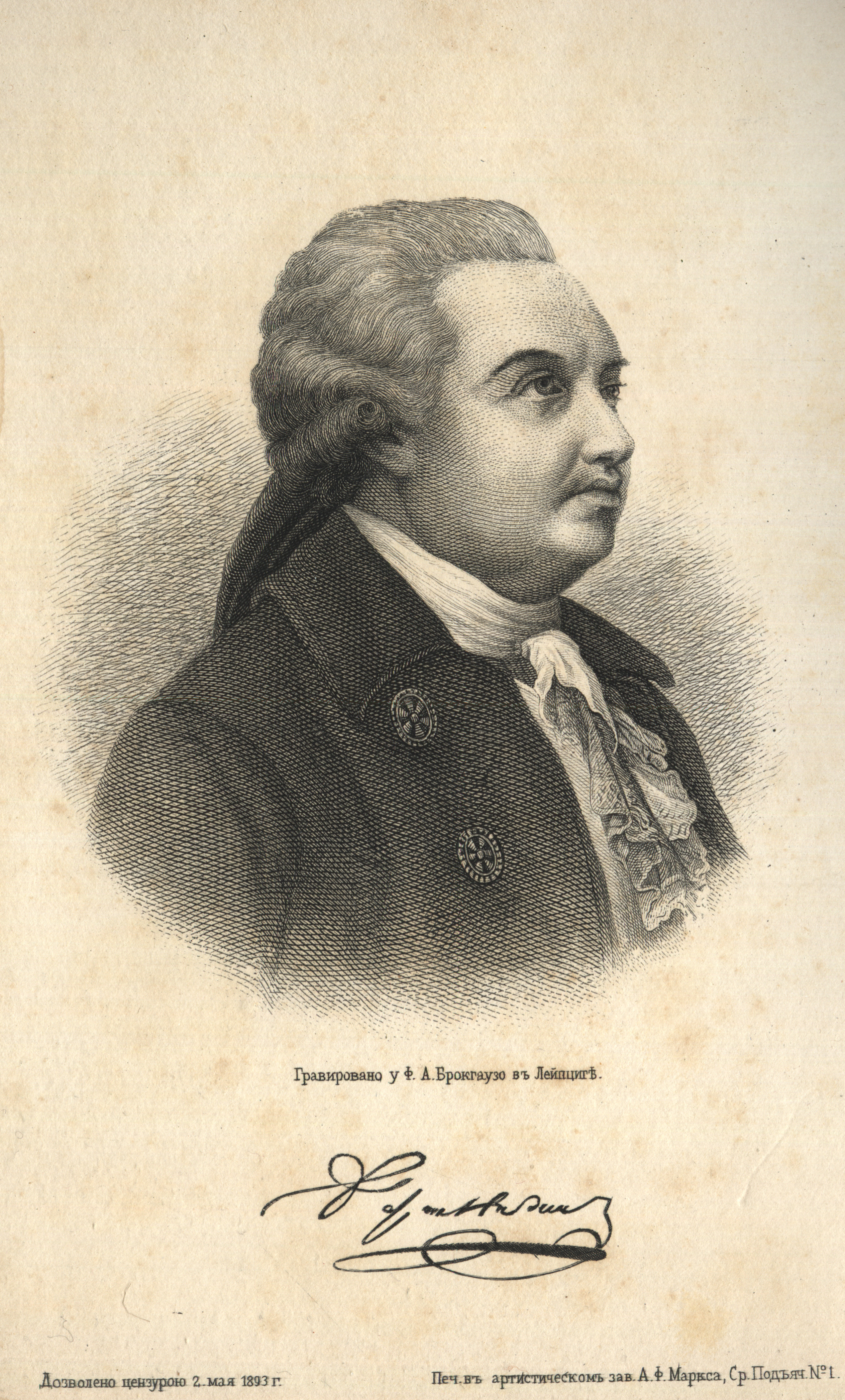
Сторінка з гравюрою з повного зібрання творів 1893 року (видання А. Ф. Маркса.)

## Адреса в Санкт-Петербурзі
Літо 1773 - 11.1774 року - Большая Садовая улица, 26.

## Цікаві факти
- Фонвізін фігурує, без згадування імені, у повісті Гоголя «Ночь перед Рождеством»:

| Ліві лапки | — ... Право, мне очень нравится это простодушие! Вот вам, — продолжала государыня, устремив глаза на стоявшего подалее от других средних лет человека с полным, но несколько бледным лицом, которого скромный кафтан с большими перламутровыми пуговицами показывал, что он не принадлежал к числу придворных, — предмет, достойный остроумного пера вашего! — Вы, ваше императорское величество, слишком милостивы. Сюда нужно, по крайней мере, Лафонтена! — отвечал, поклонясь, человек с перламутровыми пуговицами. | Праві лапки |

- «Помри, Денисе, краще не напишеш!»

Вважається, що після прем'єри п'єси Фонвізіна «Недоросль» 24 вересня 1782 року князь Григорій Потьомкін вигукнув «Умри, Денис, лучше не напишешь!» («Помри, Денисе, краще не напишеш!»). Вислів став крилатим, він слугує для схвалення успіху когось. Існує думка, що авторство даного вислову може не належати Потьомкіну.